# Francisco Sarabia, Soyaló
Francisco Sarabia är en ort i Mexiko.   Den ligger i kommunen Soyaló och delstaten Chiapas, i den sydöstra delen av landet, 700 km öster om huvudstaden Mexico City. Francisco Sarabia ligger 865 meter över havet och antalet invånare är 3 318.
Terrängen runt Francisco Sarabia är kuperad österut, men västerut är den bergig. Runt Francisco Sarabia är det ganska tätbefolkat, med 100 invånare per kvadratkilometer. Närmaste större samhälle är Bochil, 14,0 km öster om Francisco Sarabia. I omgivningarna runt Francisco Sarabia växer huvudsakligen savannskog.